# Nicanor Restrepo Restrepo
Nicanor Restrepo Restrepo (Medellín, 30 de enero de 1869 - 4 de octubre de 1925) fue un empresario, boticario y político colombiano.

## Biografía
Nació el 30 de enero de 1869, como el noveno hijo del segundo matrimonio de Pedro Antonio Restrepo Escobar con Cruzana Restrepo Jaramillo. Su familia tuvo una notable influencia en la vida política y empresarial de Colombia; su hermano Carlos Eugenio Restrepo fue presidente de la República entre 1910 y 1914.
Comenzó su carrera como aprendiz en una botica, y con el tiempo se convirtió en propietario de la droguería más importante de la época. Fue también botánico, productor e importador de medicamentos, comerciante reputado, vendedor de petróleo y exportador de café. Participó activamente en la creación de la Unión Comercial y fue presidente de la Junta Directiva de la Cámara de Comercio de Medellín para Antioquia. 
En el ámbito político, ocupó cargos como Representante a la Cámara y Concejal de Medellín.

## Familia
Uno de sus hermanos, Eliseo Restrepo participó en la Guerra de los Mil Días, y falleció en una batalla en Turbaco, en 1900.
Uno de sus tíos paternos era el científico José Félix de Restrepo, quien participó en la Expedición Botánica, en la que participó su tutor José Celestino Mutis.
Uno de sus sobrinos, hijo de su hermano menor Juan María Restrepo, era el empresario y político Nicanor Restrepo Santamaría.
El 22 de abril de 1893, contrajo matrimonio con Margarita Jaramillo Villa, con quien tuvo trece hijos: José Luis, Gonzalo, Juan María, Gabriel, Eliseo, Mercedes, Diego, Cipriano, Alfredo, Juan Guillermo, Diego Gregorio, María Dolores y Santiago Restrepo Jaramillo.
Su segundo hijo, Gonzalo Restrepo Jaramillo, fue abogado, diplomático y político colombiano, desempeñándose como embajador de Colombia en Estados Unidos y Ministro de Relaciones Exteriores.